# Microregione di Juiz de Fora
Juiz de Fora è una microregione del Minas Gerais in Brasile, appartenente alla mesoregione di Zona da Mata.

## Comuni
È suddivisa in 33 comuni:
- Aracitaba
- Belmiro Braga
- Bias Fortes
- Bicas
- Chácara
- Chiador
- Coronel Pacheco
- Descoberto
- Ewbank da Câmara
- Goianá
- Guarará
- Juiz de Fora
- Lima Duarte
- Mar de Espanha
- Maripá de Minas
- Matias Barbosa
- Olaria
- Oliveira Fortes
- Paiva
- Pedro Teixeira
- Pequeri
- Piau
- Rio Novo
- Rio Preto
- Rochedo de Minas
- Santa Bárbara do Monte Verde
- Santa Rita de Ibitipoca
- Santa Rita de Jacutinga
- Santana do Deserto
- Santos Dumont
- São João Nepomuceno
- Senador Cortes
- Simão Pereira